# Syndrom zhroucení včelstev

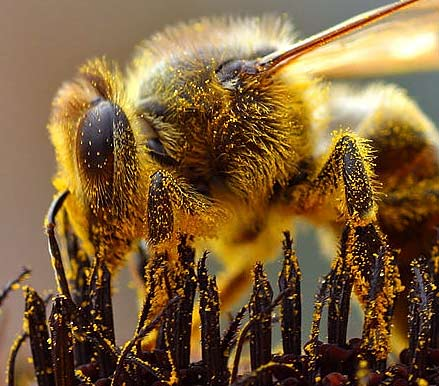
Včela sbírající pyl

Syndrom zhroucení včelstev (anglicky colony collapse disorder (CCD)) je fenomén, kdy v krátkém časovém úseku většina dělnic jednoho včelstva opustí královnu a zanechá za sebou velké množství potravy a několik chův, které se starají o nevylíhnuté včely. Mezi příčiny zvýšeného výskytu tohoto jevu patří různé jevy související s vlivy člověka na životní prostředí, nejsou však kompletně vysvětleny.
Tento jev byl původně pozorován pouze u včelích kolonií v Severní Americe, nicméně od roku 2000 se začíná objevovat i v Evropě, a to v Polsku, Španělsku, Švýcarsku a Německu.

## Příčiny
Příčiny jsou neznámé, nicméně uvažuje se o možnosti, že úhyn včel je způsoben těmito faktory a jejích kombinací:
- Globální změnou klimatu,[3]
- neznámými patogeny,
- roztoči,[4]
- pesticidy (např. neonikotinoidy),
- nákazami,[5]
- geneticky modifikovanými plodinami,[6]
- elektromagnetickým zářením mobilních a datových sítí,[7][8]
- nedostatkem imunity ze složek medu, který je včelám odebírán a nahrazen fruktózou a sacharózou.[9][10]

## Identifikace
Americkými včelaři je syndrom popisován takto: 

„Kontrast mezi normálními zdravými úly a úly postiženými CCD je úplně zřejmý, když se podíváte... protože ze zdravých úlů vylétají stovky včel každou minutu, ale úly s CCD vypadají mrtvé. Když otevřete úl, neuvidíte žádné mrtvé včely, bude tam spousta zdánlivě zdravých larev, možná i matka, a směšně málo dělnic.“